# Kara-Bogaz-Gol
Kara-Bogaz-Gol (rysk ombildning turkmeniska Garabogazköl, "svarta strupsjön"; med flera varierande stavningar) är en grund, salt bukt belägen i östra Kaspiska havet i nordvästra Turkmenistan. Kara-Bogaz-Gol har en area på 12 000 km², men håller allteftersom på att krympa till följd av landhöjning och utarmning av våtmarker. Salthalten i sjön är 35 procent.